# Kładni djał
Kładni djał (bułg. Кладни дял) – wieś w Bułgarii, w obwodzie Wielkie Tyrnowo, w gminie Wielkie Tyrnowo. W 2024 roku liczyła 17 mieszkańców.